# راب راسيل
راب راسيل (بالإنجليزية: Rab Russell)‏ هو لاعب كرة قدم بريطاني في مركز قلب الدفاع، ولد في 31 ديسمبر 1953 في كودنبيت ‏ في المملكة المتحدة. لعب مع نادي كاودينبيث.